# نیکلاس برو
نیکلاس برو (به انگلیسی: Nicolas Bro) (زاده ۱۶ مارس ۱۹۷۲) بازیگر دانمارکی است.
از فیلم‌های معروف او می‌توان به بازی در فیلم اسب جنگی، سواران عدالت، قصاب‌های سبز، دنیای مُـنا، شب انتخابات، استدلال کیرا: یک داستان عاشقانه، جنایت و انسان و مرغ اشاره کرد.